# Reação de 1866
A Reação de 1866 foi uma onda de reação conservadora no Império Russo, que se seguiu ao primeiro atentado contra a vida do imperador Alexandre II, cometido em 4 de abril de 1866 pelo estudante Dmitri Karakozov, e levou à substituição do liberal curso do governo reformista por um mais conservador.
Tal como os incêndios de São Petersburgo de 1862, só que numa extensão muito maior, o tiro de Karakozov e a subsequente exposição do círculo revolucionário do seu primo Nikolai Ishutin chamaram a atenção do governo para os estudantes radicais e para a propagação de opiniões niilistas entre eles. O principal alvo dos ataques foi o Ministério da Educação Pública, bem como as publicações impressas radicais como os principais distribuidores do "niilismo". Num escrito datado de 13 de maio, o imperador declarou:
| “ | A Providência teve o prazer de revelar aos olhos da Rússia quais as consequências que se podiam esperar das aspirações e especulações que ousadamente invadiram tudo o que era sagrado para ela desde tempos imemoriais, nas crenças religiosas, nos fundamentos da vida familiar, no direito de propriedade, na obediência à lei e no respeito pelas autoridades estabelecidas. Minha atenção já se voltou para a educação dos jovens. Dei instruções para esse fim, para que seja dirigido no espírito das verdades da religião, no respeito pelos direitos de propriedade e no respeito pelos princípios fundamentais da ordem social, e que nas instituições educacionais de todos os departamentos não seja permitida a pregação aberta ou secreta daqueles conceitos destrutivos que são igualmente hostis a todos serão permitidas condições para o bem-estar moral e material das pessoas. | ” |

O Ministro da Educação Pública A. V. Golovnin (que foi substituído pelo reacionário D. A. Tolstoi), o chefe dos gendarmes Príncipe V. A. Dolgorukov, o humano e delicado governador-geral da capital Príncipe A. A. Suvorov (que foi substituído pelo leal general Trepov) foram demitidos. A publicação de algumas publicações liberais (por exemplo, Moskovskiye Vedomosti) foi suspensa, e as revistas Sovremennik e Russkoe Slovo foram fechadas para sempre. A Carta Universitária de 1863 foi complicada e distorcida pela introdução de novas regras para os estudantes.
Os acontecimentos de 1866 marcaram o fim da influência predominante do grupo "Konstantinovtsy" nas atividades governamentais, e seu chefe, Constantino Nikolaevich, em 1868, foi afastado da influência real nos assuntos internos. A parte protetora do governo (Tolstoi, Valuev, Zelenoy) rapidamente implementou um projeto para fortalecer o poder governamental, o que contradizia a direção das reformas que acabavam de ser realizadas. A partir de agora, nenhum funcionário regional (mesmo aqueles que serviam em instituições públicas) poderia assumir o seu cargo sem a aprovação do governador.